# Edwin Lee (cầu thủ bóng đá)
Edwin Lee (sinh ngày tháng 7 năm 1879) là một cầu thủ bóng đá người Anh. Ông thường thi đấu ở vị trí tiền đạo. Ông sinh ra ở Altrincham, Greater Manchester, thi đấu cho Hurst Ramblers và Manchester United.